# Ejnar Hörstadius
Ejnar Gustaf Hörstadius, född den 18 april 1893 i Stockholm, död den 11 juni 1978 i Uppsala, var en svensk jurist. Han var son till Wilhelm Hörstadius.
Hörstadius avlade studentexamen 1911 och juris kandidatexamen vid Uppsala universitet 1917. Han blev underlöjtnant i Svea livgardes reserv 1915 och var löjtnant där 1918–1924. Efter tingstjänstgöring i olika domsagor 1917–1920 blev Hörstadius tillförordnad fiskal i Svea hovrätt 1920, assessor där 1924, tillförordnad revisionssekreterare 1926, hovrättsråd i Svea hovrätt 1931, ordinarie revisionssekreterare 1933 och ånyo hovrättsråd 1936. Han var sakkunnig i Handelsdepartementet 1928–1930 och extra fiskal i Justitiekanselrsämbetet 1932–1933. Hörstadius var häradshövding i Uppsala läns södra domsaga 1948–1960. Han publicerade Om ersättning för kroppsskada och förlust av försörjare (1935), Processuella spörsmål i trafikmål (1938), Om föredragning (1942) och Om ersättning för skada av djur enligt gällande svensk rätt (1953) samt tidskriftsuppsatser. Han blev riddare av Nordstjärneorden 1933 och kommendör av andra klassen av samma orden 1949. Hörstadius vilar på Uppsala gamla kyrkogård.